# Peter Anton von Verschaffelt

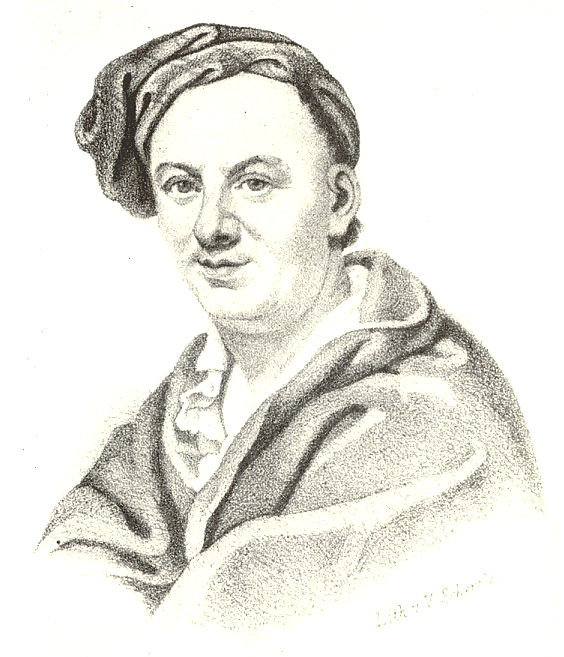
Peter Anton von Verschaffelt

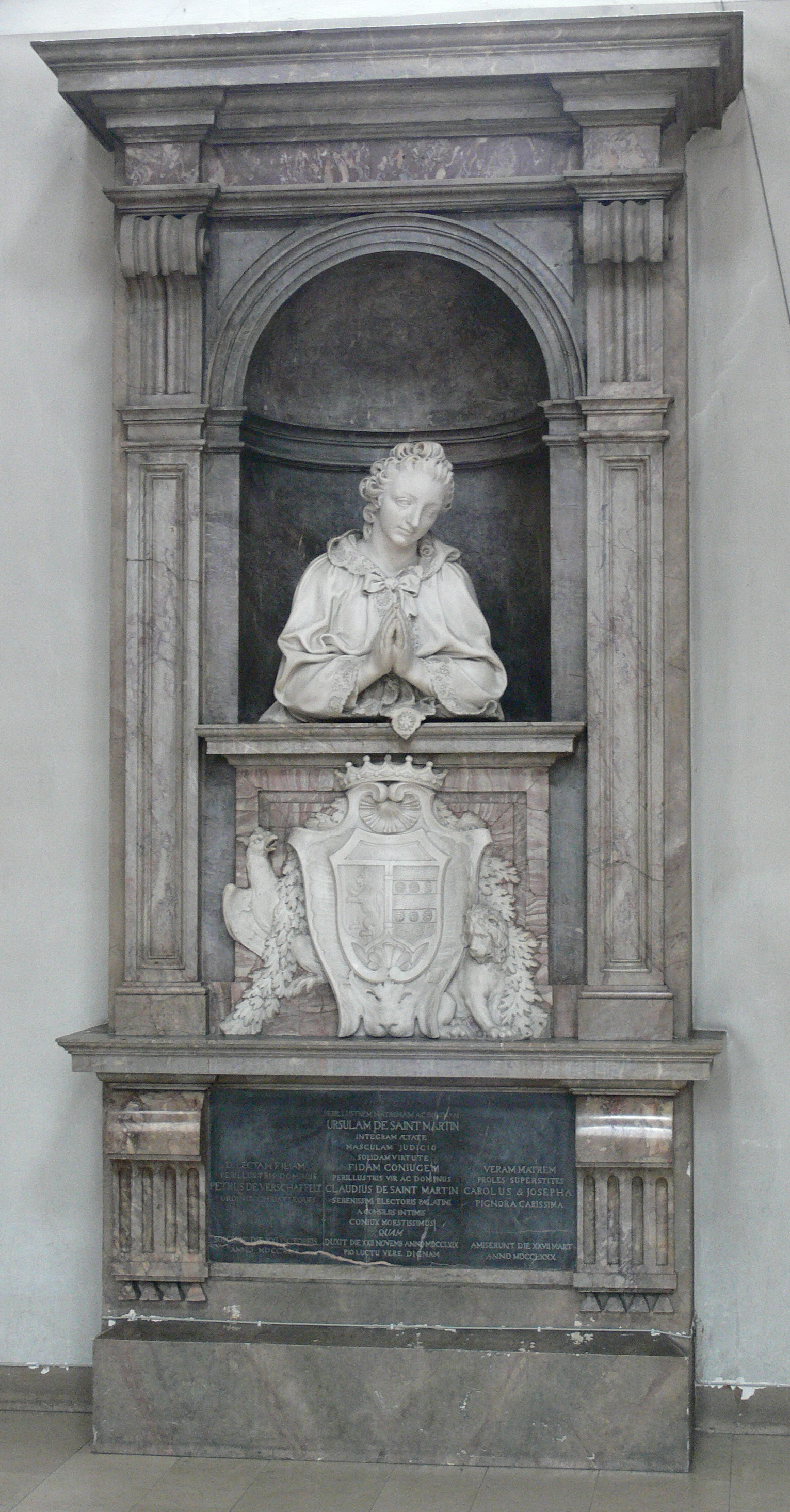
Epitaph in der Heilig-Geist-Kirche Mannheim für Verschaffelts Tochter Ursula, von ihm selbst geschaffen

Peter Anton von Verschaffelt (auch Pierre Antoine Verschaffelt bzw. in Rom Pietro Fiamingo; * 8. Mai 1710 in Gent; † 5. Juli 1793 in Mannheim) war ein flämischer Bildhauer und Architekt.

## Leben und Werk
Nach Ausbildungsjahren in Gent in der Werkstatt seines Großvaters, später in Brüssel, war er Schüler von Bouchardon in Paris. Ab 1737 war Verschaffelt in Rom. Nach mühsamen Anfangsjahren wurde Kardinal Silvio Valenti Gonzaga (1690–1756) auf ihn aufmerksam, der ihn fortan förderte. 1745 wurde Verschaffelt in die Accademia di San Luca aufgenommen. Im Jahr 1748 erhielt er den Auftrag, die beschädigte Bronze-Statue des Erzengels Michael von Raffaello da Montelupo auf der Engelsburg in Rom zu ersetzen. 1751 holte ihn der Fürst von Wales nach London.
Von dort wurde er 1752 als Nachfolger des kurpfälzischen Hofbildhauers Paul Egell nach Mannheim berufen. Zu seinen ersten Aufgaben gehörte der plastische Schmuck im Schlossgarten von Schwetzingen, für den er die Hirsch- und die Flussgruppe schuf, die noch heute die Markenzeichen des Parks sind. In der Residenzstadt Mannheim war er am Bau der Jesuitenkirche, dem Zeughaus und dem Palais Bretzenheim beteiligt. Der einzige von ihm entworfene Kirchenbau ist die Wallfahrtskirche Mariä Himmelfahrt in Oggersheim (Ludwigshafen am Rhein). In der kurfürstlichen Besitzung Schloss Benrath am Rhein war Verschaffelt für die Ausführung der Bauplastik verantwortlich, hier sind vier Giebelfelder und zahlreiche Putten ausgeführt worden.
Für den 1778 von Kurfürst Karl Theodor für die Pfarrkirche St. Sebastian, Mannheim gestifteten Reliquienaltar des Hl. Theodor schuf Verschaffelt eine Madonna. Es ist eine Gipsstudie zu einer gleichartigen Marmormadonna, die er für das Grabmal des Bischofs Maximilian Anton van der Noot in der St.-Bavo-Kathedrale von Gent ausführte. Als Vorbild diente die Madonna von Michelangelo, in der Liebfrauenkirche von Brügge.
1756 gründete Verschaffelt in Mannheim eine private Zeichenakademie. Kurfürst Carl Theodor erhob sie 1769 zur offiziellen „Académie de peinture“ und ernannte Verschaffelt zum Direktor, der bis zu seinem Tod 1793 eine ganze Künstlergeneration ausbildete.
Kurfürst Carl Theodor erhob Verschaffelt in den Adelsstand und Papst Pius VI. ernannte ihn zum Ritter des Christusordens.
Seiner Tochter Ursula de Saint Martin geb. von Verschaffelt († 1780), Gattin des Grafen Claude de Saint Martin, schuf er in der (nicht mehr existenten) Augustiner-Chorfrauen-Kirche Mannheim ein bemerkenswertes Grabmal, das sich heute in der Heilig-Geist-Kirche (Mannheim) befindet. Die lokalgeschichtlich bedeutsame Freifrau Josepha Ursula von Herding geb. de Saint Martin (1770–1849) war seine Enkelin. Eine weitere Tochter Verschaffelts, Seraphina Sylvia, war die Ehefrau des Arztes und Rektoren der Universität Heidelberg, Franz Anton Mai.

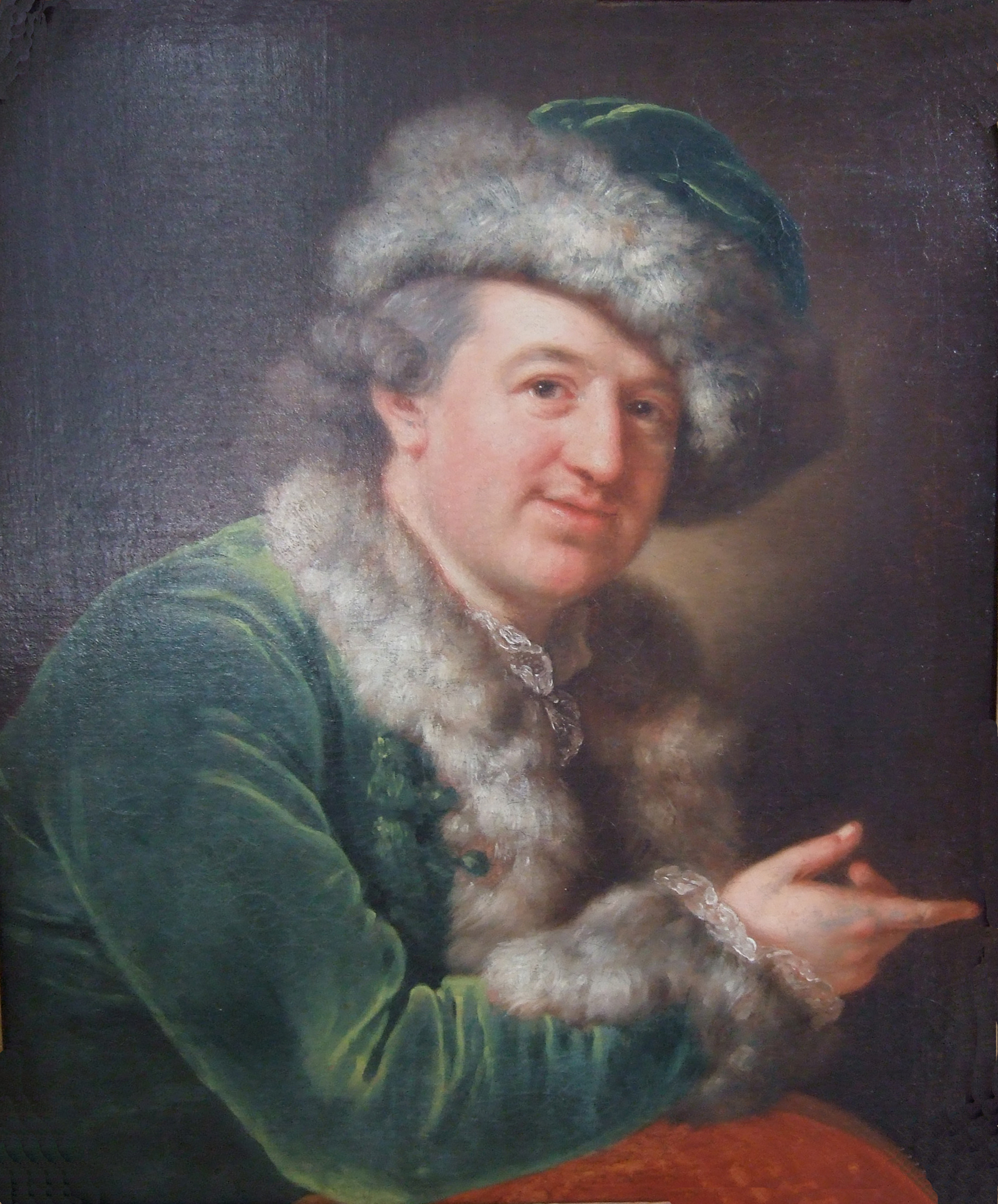
Peter Anton von Verschaffelt, 1766, von Anna Dorothea Therbusch[Anm. 1]
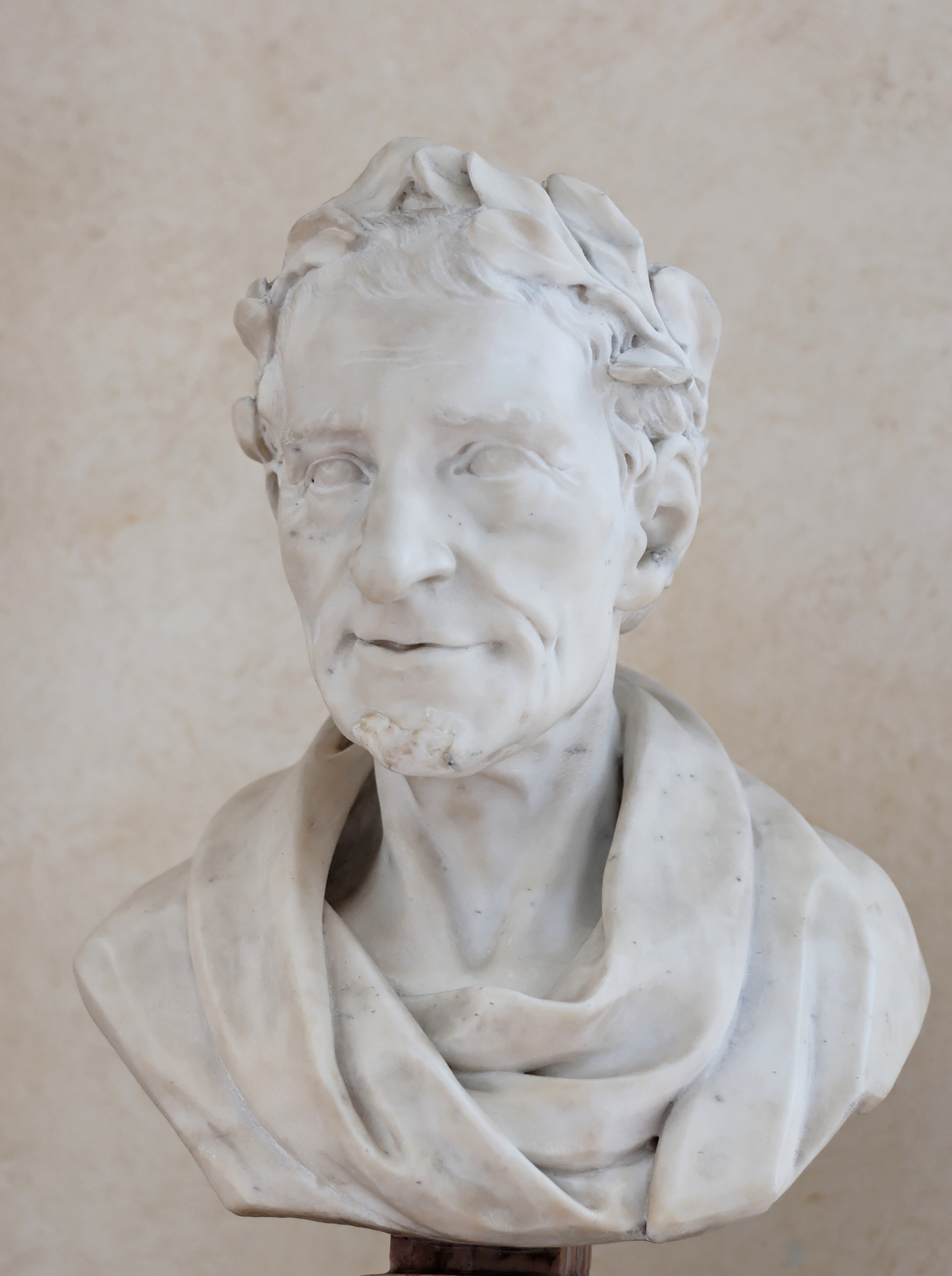
Büste von Voltaire, 1760
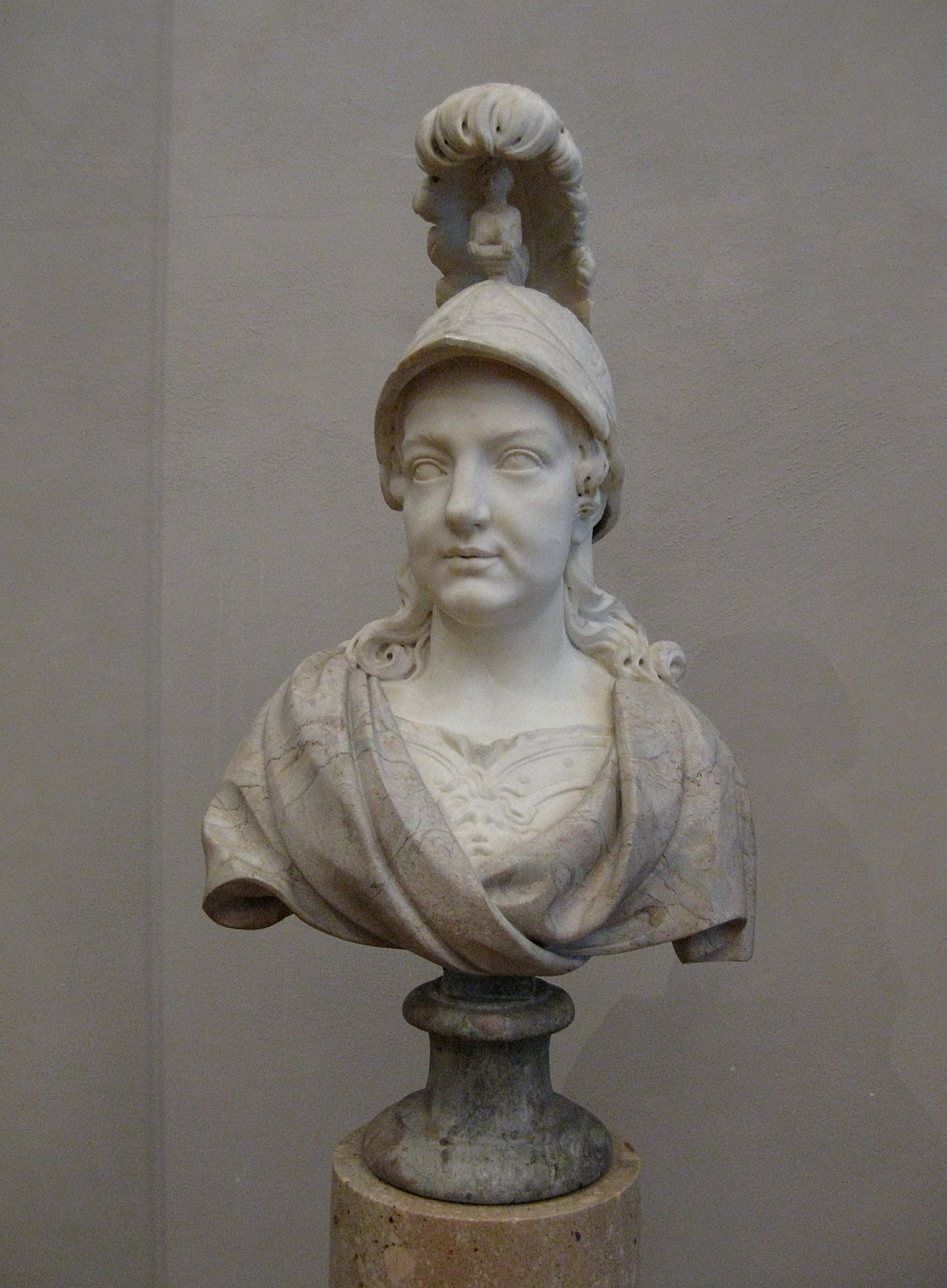
Kurfürstin Elisabeth Augusta von der Pfalz als Minerva, um 1760/65, Marmor, Bayerisches Nationalmuseum
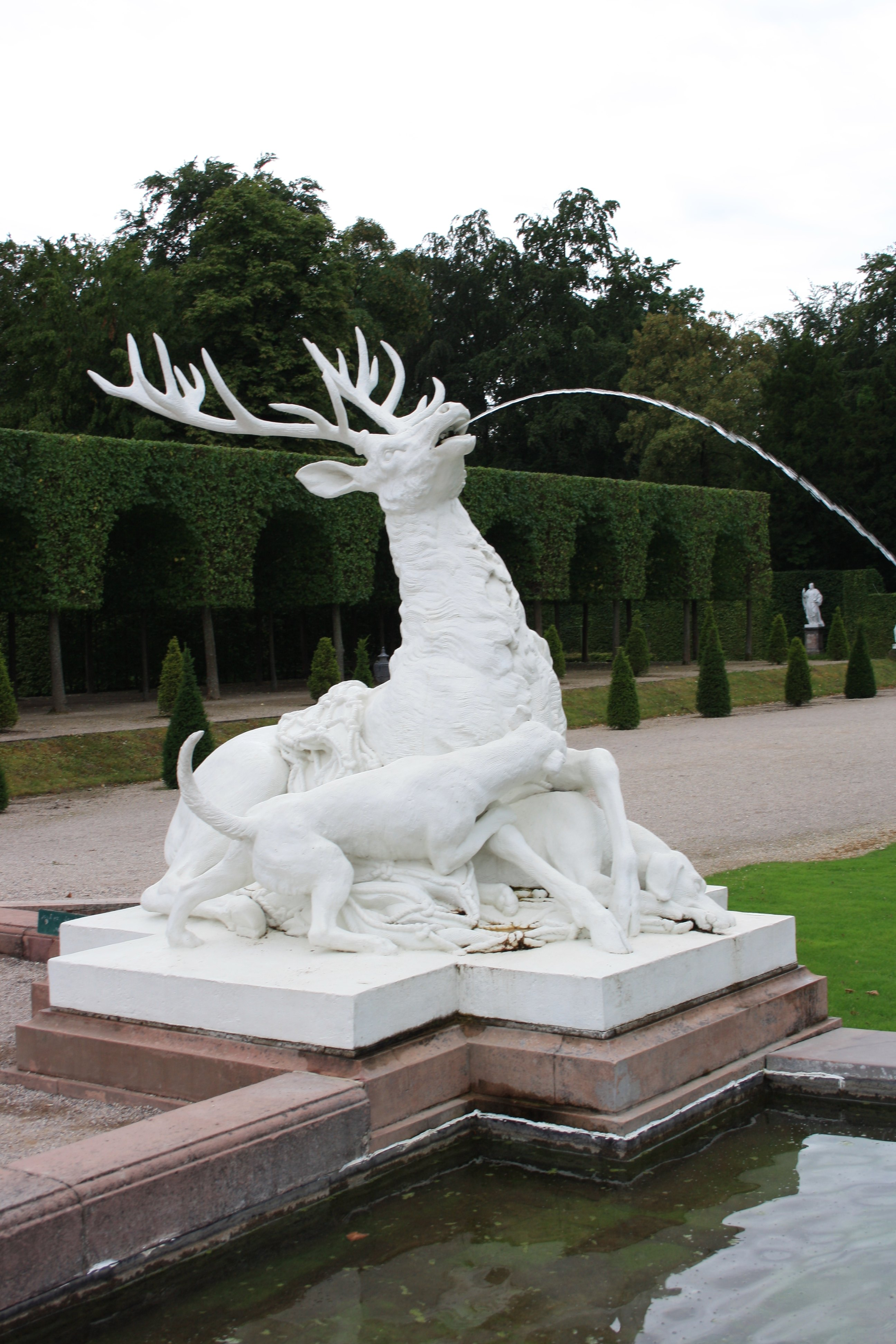
Hirsch im Schwetzinger Schlossgarten
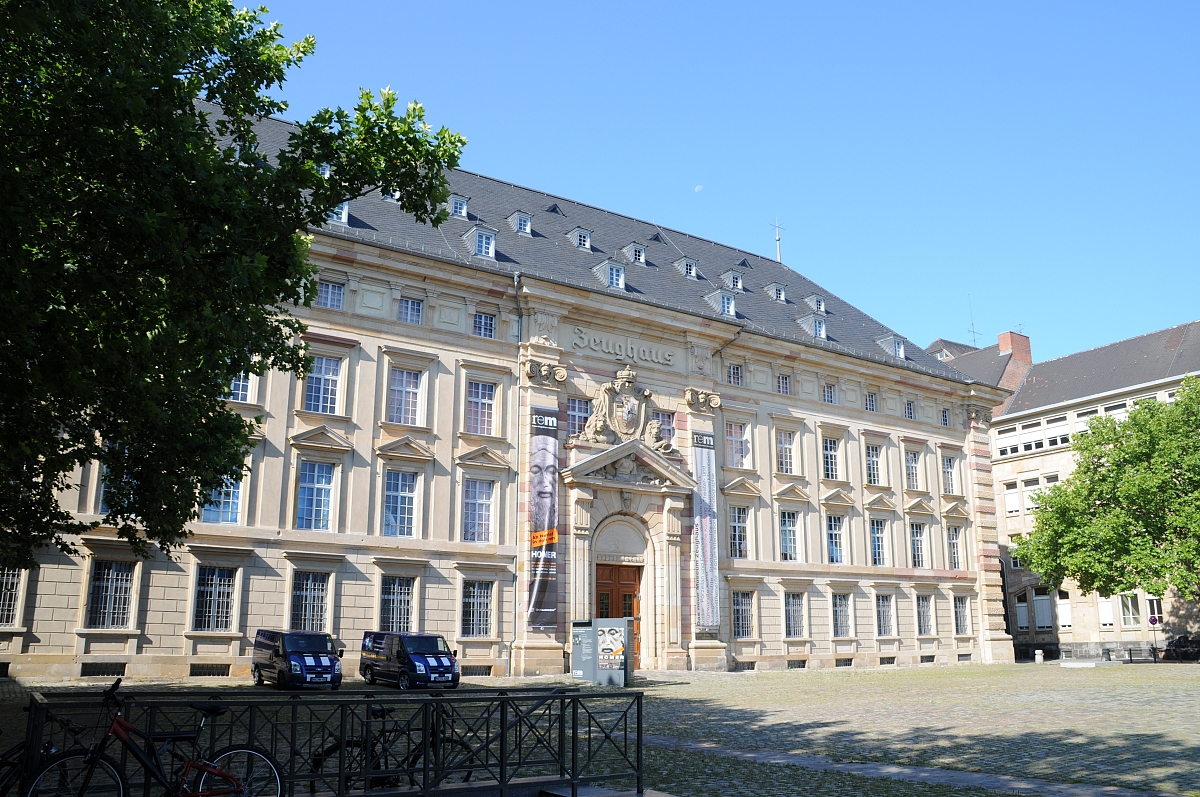
Zeughaus Mannheim
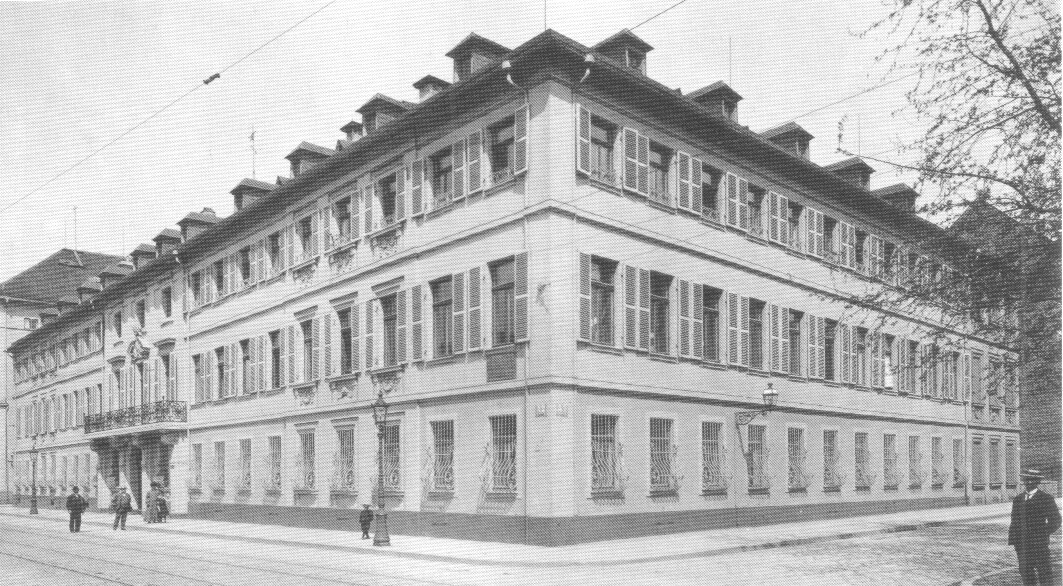
Palais Bretzenheim Mannheim
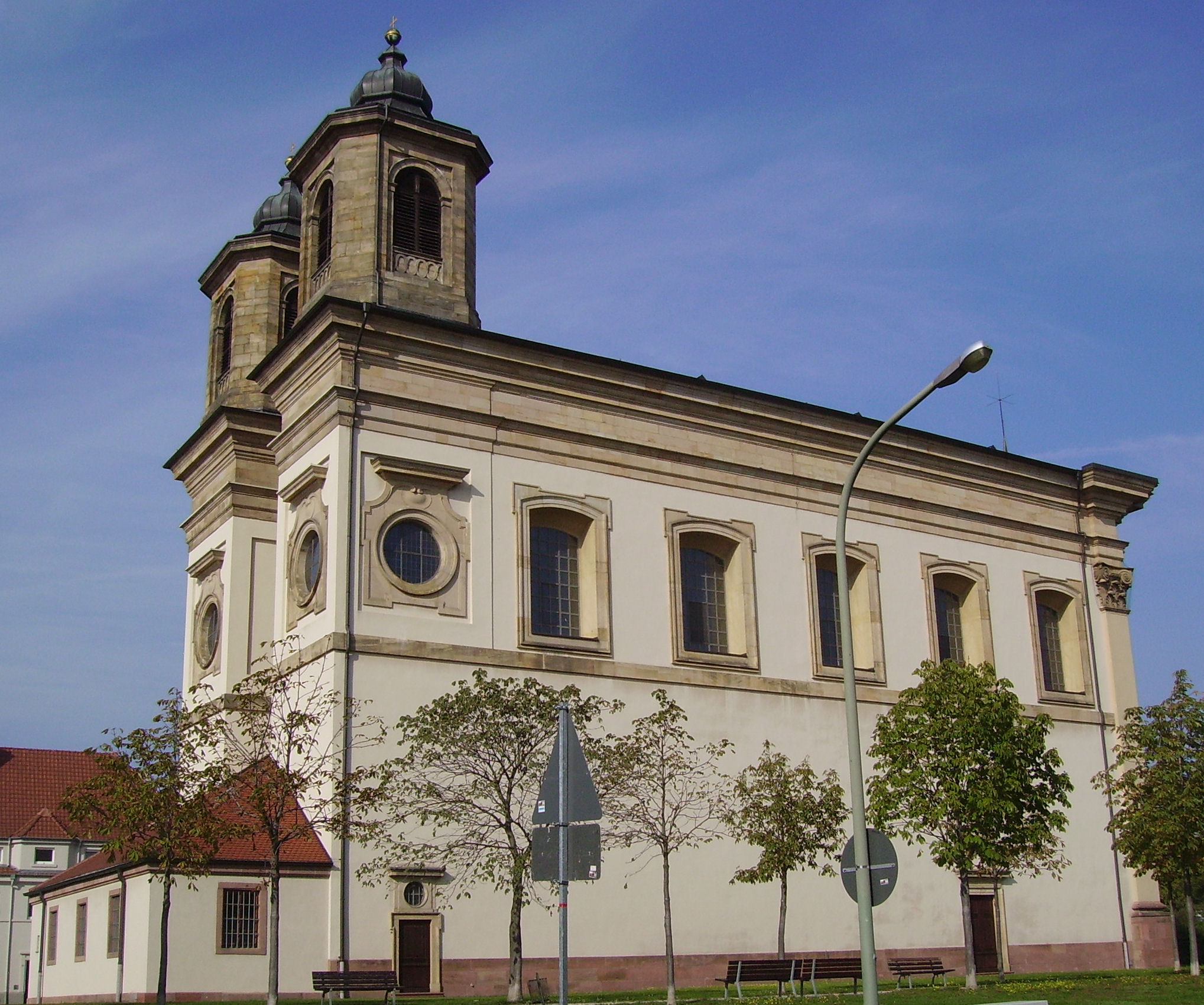
Wallfahrtskirche Mariä Himmelfahrt in Oggersheim
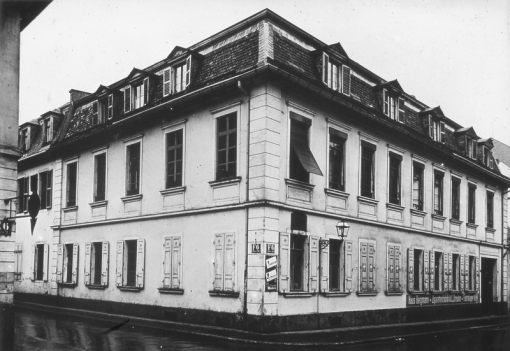
Zeichnungsakademie Mannheim